# 불가사의 던전 떠돌이 시렌 2: 오니 습격! 시렌성!
《불가사의 던전 떠돌이 시렌 2: 오니 습격! 시렌성!》는 춘소프트가 개발하고 닌텐도가 배급한 로그라이크 롤플레잉 비디오 게임이다. 《불가사의 던전》의 하위 시리즈 《떠돌이 시렌》의 두 번째 본편으로, 닌텐도 64로 개발돼 2000년 9월 27일 일본서 발매됐다.
《떠돌이 시렌 2》는 시리즈 최초로 3D 그래픽을 사용했으며, 개발진은 3D 엔진을 이용해 열린 공간을 활용하는 기능들을 추가하는 데 집중했다. 본래 64DD로 출시할 예정이었으나 개발중 일반 닌텐도 64 카트리지로 변경했다.

## 반응
일본 잡지 〈패미통〉 크로스리뷰에서 《떠돌이 시렌 2》에 40점 만점에 평론가 각각 10, 9, 9, 10점을 매겨 총 38점을 달성했다. 이는 2000년 〈패미통〉 평가 중 최고 평점 순위권으로, 그 해에 《떠돌이 시렌 2》 이외에 오직 7개 게임들 만이 〈패미통〉에서 36점 이상을 기록했다.
출시 주 일본 판매량은 147,864장으로 그 주에 가장 많이 팔린 게임이었다. 2000년 말 기준으로 총 238,338장이 판매돼 그 해 일본서 49번째로 많이 팔린 게임이 됐다. 다음 해에 45,653장이 추가로 판매돼 총 283,991장 판매량을 기록했다.

## 참조

### 내용주
1. ↑  일본어: 不思議のダンジョン 風来のシレン2 鬼襲来!シレン城!